# 역사소설
역사소설(歷史小設, Historical novel)은 역사 시대를 배경으로 실존했던 특정인이나 역사상 사건을 소재로 쓴 소설이다. 역사상 사건이나 배경을 기초로 거기에 상상으로써 만든 인물이나 타 사건이 추가될 수 있다. 작가의 역사관이나 세계관을 좇아 기존 역사상 사실이 변형되기도 한다. 새로운 역사 해석을 목표하거나 과거 파란만장한 역사를 재현시키려는 의도를 위시해 어떤 의미로든지 소재인 ‘역사성’을 중시하는 작품과 현대에 적합한 과제를 추구하는 방편으로서만 역사상 배경을 빌릴 뿐 역사 묘사 자체를 목적하지 않는 작품으로 대별 가능하다.

## 대한민국의 역사소설
월탄이 1923년에 쓴 단편소설인 『목매이는 여자』가 대한민국 역사소설의 효시이다. 지조를 지키지 아니하고서 마음을 바꾼 신숙주의 아내가 스스로 제 목숨을 끊은 사실을 다룬 이 소설은 사건의 기세가 성하고 쇠퇴하는 사태에만 마음이 즐겁고 좋아서 일어나는 정서를 느끼는 재미가 집중되게 장치하여 소설의 일정한 형식이 구비하여야 할 최요한, 지은이가 나타내려는 근본에 부합하는 올바른 격식인 사상이 마땅히 있어야 하는데도 빠져서 없으므로 역사소설로서 간주하기에는 흡족하지 못하다. 1930년대 후반에 김동인이 쓴 역사를 주제로 한 많은 이야기 대부분과 1960년대 이후 신문소설인 다수한 장편소설도 민간에서 사사로이 기록한 역사를 토대로 흥미롭게 꾸민 이야기를 더 크게 하는 수준에 그친 완벽하지 못한 점을 다소나마 이겨낸 소설이 있다면, 이광수가 지은 『원효대사』, 『단종애사』, 『허생전』, 『이순신』과 김동인이 지은 『젊은 그들』, 『대수양』과 김성한이 지은 『요하』, 『이성계』이다. 일제강점기에 발달한 대한민국의 역사소설에는 민족주의와 계몽주의를 북독우려는 명확한 자각이 과도하게 영향을 미쳤듯이 자기 행위의 목적에 관한 뚜렷한 자기가 품은 지식 내용의 진실성이나 자기가 진실로 판단한 언행이 진리성과 성실성이 있는지 자기반성 현상이 유발하는 역사소설에는 역사를 목표하는, 예전에 있던 제 사물의 시대ㆍ가치ㆍ내용 따위를 고문헌이나 물건에 기초하여 증거를 세워 이론상 규명과 사물이나 행위 따위의 내용을 이해하고 판단할 뿐만 아니라 감각하거나 인식하는 모든 정신 현상인, 파악한 역사상 외면에 나타나는 형상을 드러내게 마련이어서 이것이 제격에 맞게 바람직하고 자발하는 소설로 성공에는 필연으로, 자기가 한 행위를 관철하려고 전진하는 방향에 관한 뚜렷한 자각 탓에 본질이나 내용을 정확히 이해한 역사를 자신의 논리에 따라 하는 설명이 구체로 밝혀지려는 인간의 창조하는 태도 없이 일정한 형식이나 틀에 기계처럼 정확하고 고정되어 변동 없는 규칙을 좇게 맞춰 주체가 전달하는 감격하여 간명이 약화하고 인물의 성격이나 사건의 뜻이 단순화하거나 과장되어 일정한 사회관계에서 지위와 역할에 따라 상호 의존으로 관계하는 개인이 행동할 범위나 양식을 정하는 사회 일반의 통념으로 판단한 올바른 도리나 틀과 관련하여 단순한 요소로 분해와 내면상 불화가 생략되는 일정한 경계에 봉착한다. 이광수와 김동인과 김성한이 쓴, 대한민국에서 우수하다는 역사소설조차도 이런 결점이 있다. 역사소설 최상 단계는 일반으로, 예술 양식인 문학에 내재한 일체에 무리 통하거나 미치는 성질인 인간과 실존하는 사실의 구조상 · 내면상 실제이고 세부까지 포함한 형상 제작과 천착하여 깊이 연구할 소재인 역사에서 발굴할 때 가능하다.

## 같이 보기
- 대하 소설
- 무협 소설
- 가족사 소설